# FRESH Magazin
Das FRESH Magazin (Eigenschreibweise: FRESH – Das Queer-MAG für NRW) erscheint seit 2010 monatlich als zuerst schwules – mittlerweile queeres – Stadtmagazin und deckt inhaltlich viele Städte in Nordrhein-Westfalen ab. Durch Werbefinanzierung liegt das Magazin gratis an 410 Stellen aus. Ein Abonnement ist ebenfalls möglich.

## Beschreibung
Das Magazin behandelt Themen von Lifestyle über Kultur, Szene und Sport bis Politik. Neben ständigen Kolumnen gibt es Plattenrezensionen, Buchrezensionen und Modetipps. Sämtliche Veranstaltungen für Kultur, Partys und Events werden in dem integrierten Terminkalender aufgeführt. Die Geschäftsräume der Zeitschrift befinden sich am Kopstadtplatz 23 in der Essener Innenstadt. Chefredakteur ist Dietrich Dettmann, der vorher schon Redakteur beim EXIT-Magazin und der Zeitschrift QUEER (heute: Queer.de) war.
Nachdem das Magazin seit Ende 2013 auch in Köln, Bonn und Aachen verteilt wurde, sind die Verbreitungsgebiete laut Impressum der August-Ausgabe 2024 mittlerweile: Düsseldorf/Niederrhein, Köln, Bonn, Aachen, Ruhrgebiet, Wuppertal/Bergisches Land und Münsterland/OWL.